# Clinton Thomas Dent
Clinton Thomas Dent (ur. 7 grudnia 1850 w Sandgate, zm. 26 sierpnia 1912 w Londynie) – brytyjski chirurg, pisarz, podróżnik i alpinista, autor m.in. pierwszego wejścia na Grand Dru w Alpach w 1878 r.
Był synem Thomasa Denta. Uczył się w Eton College, a następnie studiował w Trinity College w Cambridge.

## Działalność alpinistyczna
Alpinizmem zainteresował się już w czasie nauki, w 1865 r. Na wyjazdy w Alpy przeznaczał wszystkie kolejne wakacje. Doświadczenia górskiego nabierał zdobywając klasycznymi drogami najważniejsze alpejskie szczyty, jak Matterhorn, Monte Rosa, Schreckhorn i in. 9 kwietnia 1872 r. został przyjęty do brytyjskiego Klubu Alpejskiego. Z czasem stał się jednym z najwybitniejszych brytyjskich wspinaczy, którzy w tzw. srebrnym wieku alpinizmu poświęcili się zdobywaniu ostatnich niepokonanych jeszcze szczytów Alp.
Do znaczących pierwszych wejść C. T. Denta w Alpch należą Lenzspitze (4 294 m) w sierpniu 1870 r. (z przewodnikiem A. Burgenerem i tragarzem F. Burgenerem) oraz Portjengrat (Pizzo d'Andollo, 3 654 m) w 1871 r. (oba w otoczeniu doliny Saastal w Alpach Pennińskich). 5 września 1872 r. zespół złożony z Denta z przewodnikiem A. Burgenerem oraz George’a Augustusa Passinghama z przewodnikami F. Imsengiem i F. Andermattenem dokonał pierwszego wejścia południowo-wschodnią granią na Zinalrothorn (4 221 m; obecnie jest to tzw. droga normalna na ten szczyt).
W 1873 r. postawił sobie wyzwanie zdobycia niepokonanych do tej pory iglic Les Drus w masywie Mont Blanc. Pierwsze próby, w których skoncentrowal się na wejściu na Petit Dru, miały miejsce do 18 do 21 września tego roku i zakończyły się fiaskiem. W następnych latach podejmował kolejne próby, które również były bezowocne. Dopiero dziewiętnasta próba, podjęta 12 września 1878 r., zakończyła się sukcesem: w zespole z J. W. Hartleyem, A. Burgenerem i K. Maurerem Dent zdobył Grand Dru ścianą południowo-wschodnią. W tym samym 1878 r. wraz z przewodnikiem J. Jaunem dokonał wejścia ścianą wschodnią na Bietschhorn (3934 m) w Alpach Berneńskich. Następny rok (1879) był ostatnim w jego działalności alpejskiej. Dokonał w nim m.in. wraz z trzyosobowym zespołem pierwszego wejścia na Aiguille du Midi ponadtysiącmetrową ścianą północno-wschodnią, wprost z Chamonix.
W następnych latach poświęcał swój czas wolny od zajęć zawodowych eksploracji Kaukazu. W latach 1886 i 1888 podejmował bezowocne próby zdobycia drugiego co do wysokości szczytu Kaukazu – Dychtau (5205 m). W trakcie wyprawy z 1886 r. wraz z W. F. Donkinem zdobył kaukaski szczyt Gestola (4 860 m).

## Działalność w Klubie Alpejskim
W tym czasie działał  Klubie Alpejskim, pełniąc funkcje sekretarza (1878-1880), vice-prezesa (1884-1886), a następnie prezesa (1887-1889). Od 1892 r. przewodził działaniom komisji powołanej do opracowania sygnałów w razie zagrożenia w górach. W ich wyniku w 1894 r. ustanowiony został sygnał „sześć razy na minutę”, który w następnych latach uzyskał międzynarodową akceptację i jest stosowany do dziś, również w polskich górach. Był autorem wielkiej liczby artykułów publikowanych głównie w klubowym Alpine Journal. W swej książce Above the Snow Line (1885) jako pierwszy stwierdził, że zdobycie Mount Everestu jest w zasięgu ludzkich możliwości.

## Kariera medyczna
W swej karierze lekarskiej pełnił funkcje starszego chirurga (Senior Surgeon) w szkole medycznej szpitala St George’s w Londynie, konsultanta (Consulting Surgeon) w Belgrave Hospital for Children, od 1904 r. głównego chirurga (Chief Surgeon) londyńskiej Metropolitan Police Service, a także wykładowcy w Royal College of Surgeons. Interesował się również dermatologią.

## Upamiętnienia
Tablica, upamiętniająca C. T. Denta, znajduje się w alpejskim schronisku Britanniahütte (ang. Britannia Hut) u stóp Allalinhornu w dolinie Saastal.